# المنزلة (بانياس)
المنزلة قرية تتبع بلدية بانياس في منطقة بانياس التابعة لمحافظة طرطوس.
وتعتبر مؤخرا أحد أحياء مدينة بانياس